# Балка Гракова (притока Самари)
Балка Граківа (рос. Б. Гракова) — балка (річка) в Україні у Близнюківському й Синельниківському районах Харківської й Дніпропетровської областей. Права притока річки Самара (басейн Дніпра).

## Опис
Довжина балки приблизно 6,22 км, найкоротша відстань між витоком і гирлом — 5,63 км, коефіцієнт звивистості річки — 1,10. Формується багатьма балками та загатами. На деяких ділянках балка пересихає.

## Розташування
Бере початок на південно-східній стороні від села Холодне. Тече переважно на південний захід через село Добринька і на північно-західній околиці села Олександропіль впадає в річку Самару, ліву притоку Дніпра.

## Цікаві факти
- У XX столітті на балці існували газгольдер та газова свердловина[4].